# Sutno

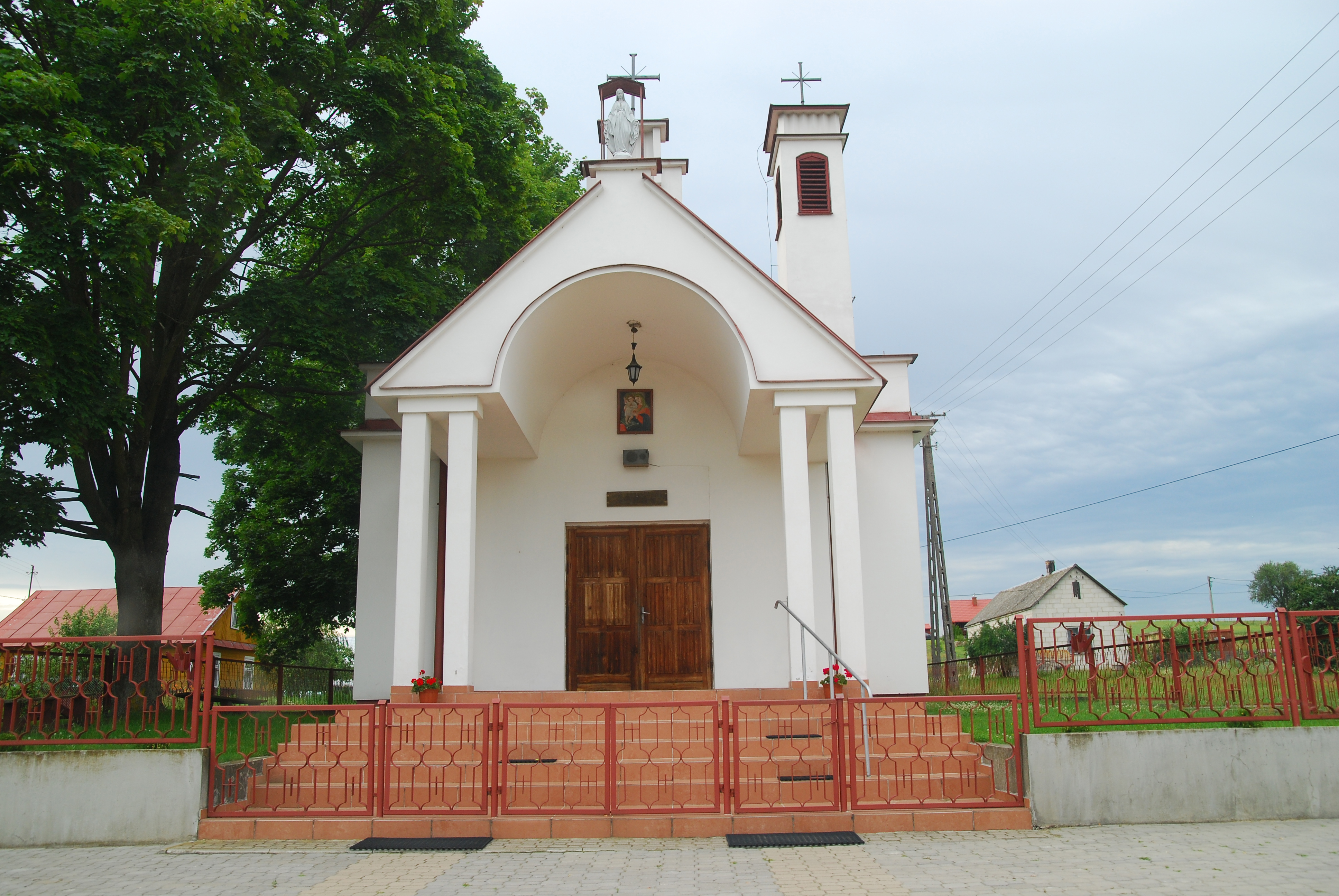
Kaplica pw. Ostrobramskiej Matki Miłosierdzia

Sutno – wieś w Polsce położona w województwie podlaskim, w powiecie siemiatyckim, w gminie Mielnik. W niewielkiej odległości przepływa rzeka Bug.
W latach 1975–1998 miejscowość administracyjnie należała do województwa białostockiego.
Wierni kościoła rzymskokatolickiego należą do parafii św. Stanisława w Niemirowie.

## Etymologia miejscowości i nazwy miejscowe
Nazwa miejscowości pochodzi od sutek, czyli niewielkich pak drewna, związanych sznurami, a następnie spuszczanych Bugiem do pobliskich miejscowości. W Sutnie często występują typowo miejscowe nazwiska: Kałan, Kałanczyński, Kałaczyński oraz Lewkowicz, a także Mormol i Maćkowiak; to ostatnie pochodzi od miejscowości Maćkowicze, znajdującej się w odległości ok. 10 km od Sutna.

## Gospodarka i zatrudnienie mieszkańców
Część domów na obszarze wsi pełni funkcje obiektów agroturystycznych. Mieszkańcy Sutna trudną się rolnictwem, a także pracują w terminalu przepompowującym ropę naftową w Adamowie-Zastawie, gdzie przechodzi rurociąg "Przyjaźń" i w kopalni kredy w Mielniku.

## Turystyka
Przez miejscowość przechodzi żółty szlak kupiecki. Znajdują się w niej:
- zabytkowa zabudowa z lat 20. XX wieku,
- pomnik zbudowany na pamiątkę pacyfikacji wsi w roku 1941.[8],
- park, będący pozostałością po dworze Pieńkowskich, zburzonym w 1939 roku.[9],
- kaplica pomocnicza parafii Niemirów, powstała w wyniku rozbudowy kamiennej kaplicy w kształcie obszernej groty powstałej w 1952 staraniem rodziny Sidewiczów dla upamiętnienia mieszkańców wsi zamordowanych przez Niemców 22 czerwca 1941[10].

## Historia
W czerwcu 1941 Niemcy, w odwecie za opór stawiany przez radziecką strażnicę, spalili wieś oraz zamordowali w zbiorowej egzekucji 19 mężczyzn.